# Seaves Beck
Der Seaves Beck ist ein Wasserlauf im Lake District, Cumbria, England.
Der Seaves Beck entsteht südwestlich des Ghyll Head Reservoir. Er fließt in östlicher Richtung bis zu seiner Mündung in den Stausee.